# Шукавка (Верхнехавский район)
Шука́вка — посёлок в Верхнехавском районе Воронежской области.
Административный центр Шукавского сельского поселения.

## История
Село образовано однодворцами в середине XVIII века. По воспоминаниям старожилов (их сведения записаны в 80-е годы XIX века.), население Шукавки состояло из крестьян разных мест, о чём свидетельствуют другие названия месту поселения (Новопокровское, Тамбовская Маза, Сухая Хворостань). В 1782 году в Шукавке проживало 299 ревизских душ. В 1787 году стало селом после постройки первой Покровской деревянной церкви. В 1807 году на 78 дворов было 873 жителя, из них 430 мужчин и 443 женщины. В 1816 году на 73 двора было 565 жителей, из них 270 мужчин и 295 женщин. В 1835 году на 59 дворов было 750 жителей, из них 358 мужчин и 392 женщины. В 1850 году на 59 дворов уже 927 жителей, из них 441 мужчин и 486 женщин. В 1857 году на 66 дворов насчитывалось 1080 жителей, из них 518 мужчин и 562 женщины.
В 1860-е годы, из-за недостатка в земельных угодьях, переселенцами из Шукавки были основаны Шукавские выселки в Бобровском уезде.

## Население
| 1859 | 1897  | 2000 | 2005 | 2010 |
| ---- | ----- | ---- | ---- | ---- |
| 1518 | ↗2707 | ↘820 | ↘729 | ↘593 |

## Улицы
- ул. Калинина,
- ул. Ленина,
- ул. Мира,
- ул. Советская.